# Favites chinensis
Favites chinensis är en korallart som först beskrevs av Addison Emery Verrill 1866.  Favites chinensis ingår i släktet Favites och familjen Faviidae. IUCN kategoriserar arten globalt som nära hotad. Inga underarter finns listade i Catalogue of Life.